# Joan Toscano
Joan Carles Toscano Beltrán (né le 14 août 1984 à Andorre) est un joueur de football international andorran, qui évolue au poste d'attaquant.

## Biographie

### Carrière en club
Joan Toscano joue dans le championnat d'Andorre et dans les divisions amateures espagnoles (quatrième (Tercera División) puis cinquième divisions (Preferente Aragonesa)).
Il participe avec le club andorran de Santa Coloma aux tours préliminaires de la Ligue des champions et de la Ligue Europa.

### Carrière en sélection
Il reçoit 21 sélections en équipe d'Andorre entre 2006 et 2014, sans inscrire de but.
Il joue son premier match en équipe nationale le 16 août 2006, en amical contre la Biélorussie (défaite 3-0 à Minsk). Il joue sept matchs rentrant dans le cadre des éliminatoires de l'Euro 2008, six matchs rentrant dans le cadre des éliminatoires du mondial 2010, et enfin une rencontre lors des éliminatoires de l'Euro 2016.

## Palmarès
Santa Coloma
- Championnat d'Andorre (4) :
  - Champion : 2007-08, 2013-14, 2014-15 et 2015-16.
  - Vice-champion : 2006-07.
  - Meilleur buteur : 2006-07 (14 buts).

- Coupe d'Andorre (2) :
  - Vainqueur : 2005-06 et 2006-07.
  - Finaliste : 2014-15.